# Huttoniet

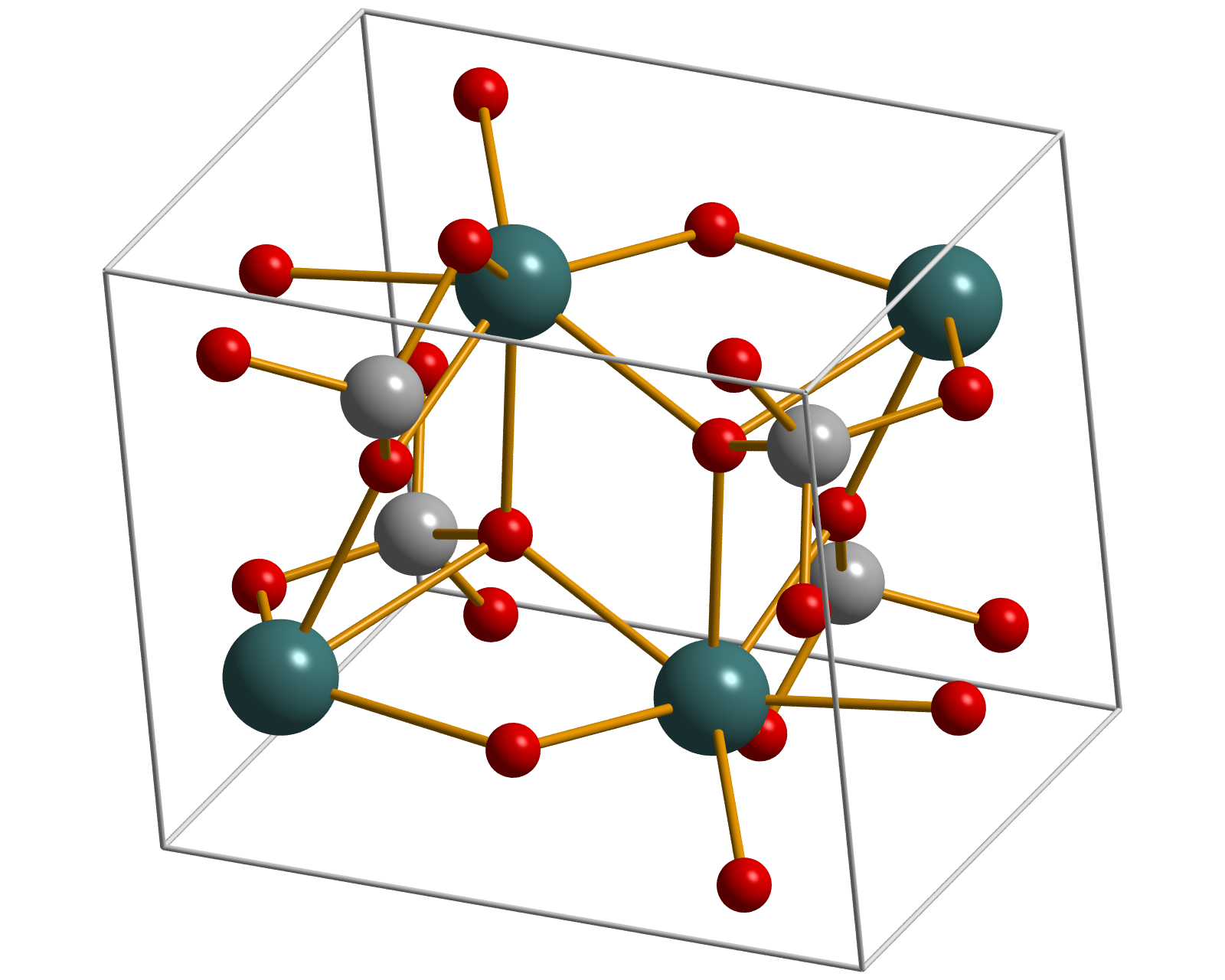
Eenheidscel van huttoniet.

Het mineraal huttoniet is een thorium-nesosilicaat met de chemische formule ThSiO4.

## Eigenschappen
Het kleurloze of lichtgele huttoniet heeft een diamantglans en een witte streepkleur. Het kristalstelsel is monoklien en de splijting is duidelijk volgens het kristalvlak [001] en onduidelijk volgens [100]. De gemiddelde dichtheid is 7,1 en de hardheid is 5. Huttoniet is zeer sterk radioactief. De gamma ray waarde volgens het API is 1.281.657,29.

## Naamgeving
Het mineraal huttoniet is genoemd naar de Nieuw-Zeeland–Amerikaans geoloog Colin Osborne Hutton (1910 - 1971).